# 李詭祖

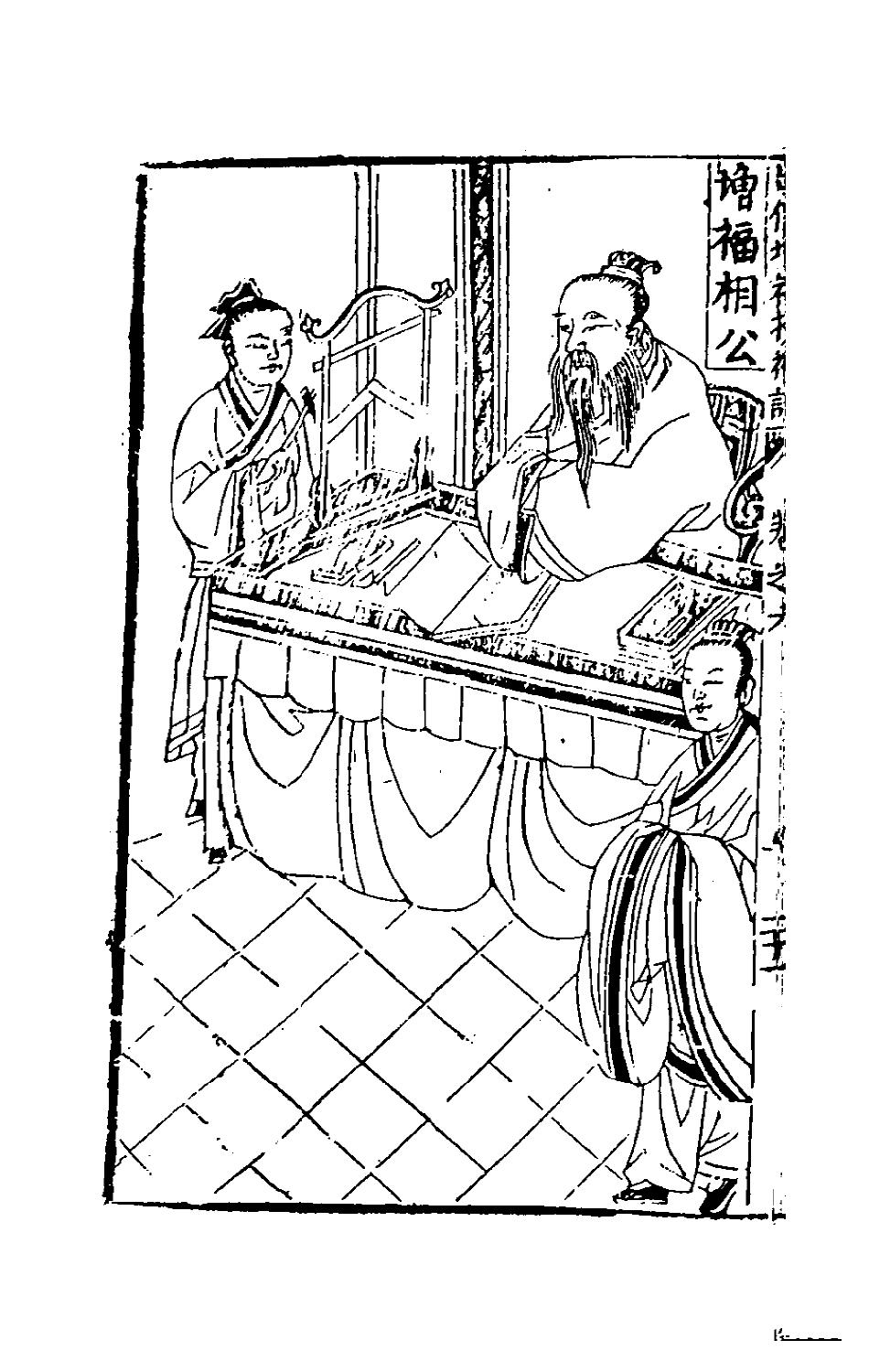
李詭祖

李詭祖，又名增福財帛真君，相傳是魏孝文帝官吏，在後唐天成元年被封為「增福相公」、元朝封為「福善平施公」，在河北省曲周縣曾有其廟。

## 宗教及祭祀
- 《三教搜神大全》：「增福相公，李相公諱「詭祖」，在魏文帝朝治相府事。白日管陽間決斷邦國兑代冤滯不平之事，夜判陰府是非枉錯文案，兼管隨朝三品以上官人衣飯祿料，及在世居民每歲分定合有衣食之祿。至後唐明宗朝天成元年贈為神君『增福相公』。」
- 《太上老君说九天增福财神妙经》：此經認為民間崇信的比干、范蠡、李詭祖三位文財神皆為「九天增福財神」之化身，而經中寶誥尊李詭祖為「岳府福善平施相公九天主宰增福财帛真君」，故二者常被混同。[1]。另有內容近似的《太上老君说财帛真君增福妙经》說其為太上老君老子李耳之後人。[2]
- 《許真君玉匣記》以「增福財神」稱呼，載七月二十二為其增福財神寿诞。
- 民国廿二年《曲周县志》：「增福李公祠亦名『财神庙』：在城内东街道北，祭祀北魏曲梁令李诡祖。明嘉靖间，邑人兵部王一鹗重修，清光绪二十四年又重修。今后殿改为第一模范小学。」
- 王一鹗留有《增福李公祠记略》，載：「祠崇祭祀舊邑侯李公也。案郡乘，公家世淄川，魏文帝朝仕曲梁。時殛妖塞橫水，心切民隱，貽福孔多，既逝之後，民作廟祭祀之。蓋能禦大災，捍大患，固祭祀典，之所適宜祭祀者，有唐封『增福相公』，元封『福善平施公』，則廟之所建也遠矣！明興晉祀名宦仍唐封，以便民之伏臘薦享，災祥祈禳者，公多靈異，每禱輒應。嘉靖初年，按使毀淫祠，議及公廟，稽功德存之。廟制為享殿五楹，左右翼以廊各五楹，前崇門，次樂樓，後燕宮。積歲，兩廊、燕宮就圮，迄乙未末，鄉民宋淵等，請於祝侯鬥南，倡議捐資，聚材鳩工。正梁宇，新覆構，耀金碧，藻檐朱棟，飾牖畫垣。民鹹樂趨，不月而煥然。且增建穿廊及廣生殿，以循古典，以循時制，廟其大備矣乎！歲時伏臘，百姓祭祀公於廟，而公墳墓在安上村。朱邑所謂子孫愛我，不如桐鄉之民也！則公之屍祝於茲土也，固與名宦崇祀，共垂不朽矣。」

1. ↑  .   [2024-04-26]. （原始内容存档于2024-04-26）.
2. ↑  .   [2024-04-27]. （原始内容存档于2024-04-26）.